# Listrognathus compressicornis
Listrognathus compressicornis là một loài tò vò trong họ Ichneumonidae.